# Camila Ou'Gorman
María Camila O' Gorman (Buenos Aires, 9 de julho de 1825 - Santos Lugares de Rosas, 18 de agosto de 1848) foi uma jovem da aristocracia argentina, publicamente famosa durante o segundo governo de Juan Manuel de Rosas por desafiar as normas de gênero e as convenções da época. Apaixonada pelo sacerdote tucumano Ladislao Gutiérrez, fugiu com ele no 12 de dezembro de 1847. Originalmente pretendiam chegar até o Rio de Janeiro, mas só chegaram até a cidade de Goya, província de Corrientes. Finalmente, foram descobertos e entregados ao Governo, que decidiu seu fusilamiento. A vida e a trajetória da Camila O' Gorman foram centrais para diferentes produções culturais, cinema, literatura, peças de teatro e outros debates sobre gênero e política em diferentes períodos da história argentina, sobre o papel das mulheres como opositoras e como agentes da vida pública.

## Infância e juventude

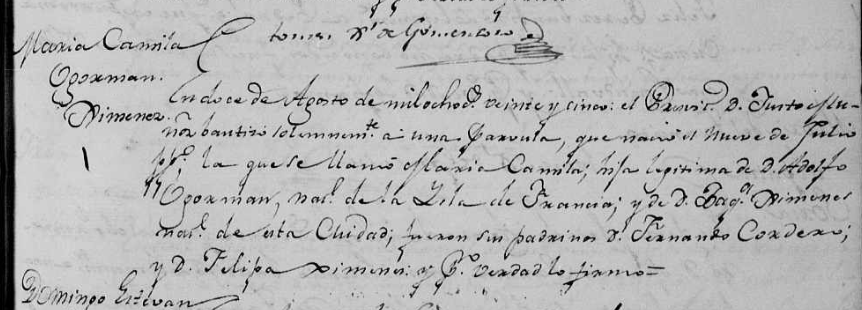
Ata do batismo de Camila O'Gorman, realizado na igreja de Nossa Senhora da Graça

Nascida em Buenos Aires, foi batizada no 12 de agosto de 1825, como María Camila. Era a filha menor de Adolfo O' Gorman e Joaquina Ximénez Pinto. Foi a quinta dos seis filhos numa família da aristocracia argentina, de ascendência mista irlandesa, francesa e espanhola. Camila foi neta de Marie Anne Périchon de Vandeuil, aristocrata francesa radicada na Argentina, a qual participou ativamente na vida social e política  do país.
Camila participava nos salões e tertúlias das classes altas da época, em festas formais na casa do governador Juan Manuel de Rosas. Era amiga íntima e confidente da romancista e ativista política Manuelita Rosas, filha do governador.

## Trajetória
Em 1843, Camila O’ Gorman conheceu Ladislao Gutiérrez, um sacerdote jesuita cujo tio era governador da província de Tucumán, ambos os dois com menos de 20 anos. Gutiérrez era sacerdote da família O' Gorman, e compartilhava com ele eventos e momentos familiares. Em decorrência, Camila e Ladislao começaram um romance.
Eles fugiram a cavalo, com a intenção de chegar à cidade de Rio de Janeiro (capital do então Império de Brasil), onde estavam diversos intelectuais, políticos e escritoras opositores ao regime de Juan Manuel de Rosas. Mas, por razões que se desconhecem, não chegaram até Rio de Janeiro; só foram até a cidade de Goya, na província de Corrientes (então sob controle de Juan Manuel de Rosas). Em Goya, Camila e Ladislao fundaram a primeira escola da aldeia na própria casa que alugavam. Tanta foi a procura pelas atividades educativas que ofereciam que precisaram se mudar para atender mais alunos.
O pai de Camila enviou uma carta ao Governador, Juan Manuel de Rosas, denunciando a fuga deles e sugerindo que tinha sido sequestrada e seduzida pelo sacerdote. Posteriorme, Camila insistiria em negar a afirmação de que estaria sendo sequestrada e estuprada; do contrário, assumiu a autoria da decisão de sumir com Gutiérrez.
No dia 16 de junho de 1848 (sete meses após a fuga), em uma festa, o sacerdote irlandês Michael Miguel Gannon ―de passagem pela cidade― reconheceu Gutiérrez e denunciou-o.
Em decorrência, foram detidos, separados e levados à cárcere.
Ela negou ter sido violada ou sequestrada, e afirmou ser a iniciadora do romance e a ideóloga da fuga. Pouco depois foram levados de volta a Buenos Aires, para ser julgados.
Tanto federais quanto unitários - opositores ao regime de Rosas, como Domingo Faustino Sarmiento (exilado em Santiago de Chile) - e inclusive o pai da jovem, Adolfo O’ Gorman, argumentavam que era necessário restaurar a ordem e punir a subversão cometida pela jovem e seu namorado.
Rosas, ainda contra a vontade de sua filha Manuelita ―amiga de Camila―, ordenou seu fusilamento, que se cumpriu na manhã do 18 de agosto de 1848, no quartel geral de Santos Lugares de Rosas, na província de Buenos Aires. Actualmente localiza-se o suposto lugar onde ocorreu a execução na avenida Ayacucho entre as ruas Crujía e Liberdade, localidade de San Andrés, partido de General San Martín.
No dia 26 de agosto de 1849, Domingo Faustino Sarmiento publicou no jornal Crónica de Montevideo a nota titulada «Camila O’Gorman», onde criticava o salvajismo posto de manifesto no fusilamento da jovem.

## História levada ao cinema
- Camila (1984, filme dirigido por María Luisa Bemberg), foi nominada ao Oscar ao melhor filme estrangeiro. Susú Pecoraro e Imanol Arias encarnaram à jovem e ao pároco, respectivamente. Graciosa Maris aparece como Ana Perichon, "A Perichona", avó paterna de Camila.